# Gymnomacquartia japonica
Gymnomacquartia japonica là một loài ruồi trong họ Tachinidae.